# Szczecinki zaskrzydłowe

Tułów muchówki z nadrodziny Muscoidea w widoku grzbietowym: szczecinki zaskrzydłowe oznaczone pa

Szczecinki zaskrzydłowe (łac. chaetae postalares) – rodzaj szczecinek występujący na tułowiu muchówek.
Szczecinki te usytuowane są na krawędzi śródplecza, za podstawą skrzydeł, na guzie zaskrzydłowym.